# Fecondazione in vitro con trasferimento dell'embrione

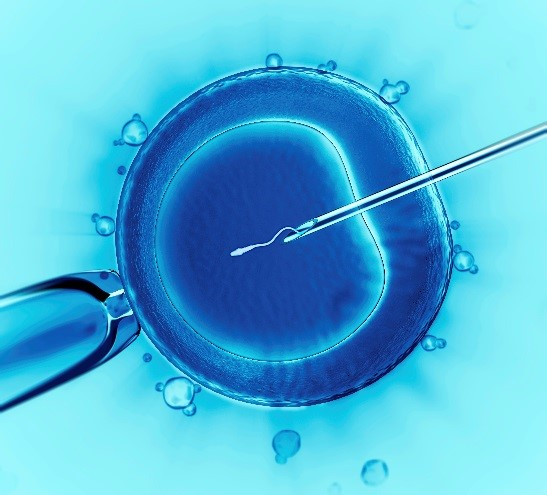
Immagine di un'iniezione intracitoplasmatica dello sperma

La fecondazione in vitro con trasferimento dell'embrione (FIVET) è una tecnica medica di procreazione assistita tra le più comuni: si tratta di una fecondazione in vitro dell'ovulo con successivo trasferimento dell'embrione così formato nell'utero della donna.

## Storia
La tecnica fu sviluppata nel Regno Unito da Patrick Steptoe, Robert Edwards e Jean Purdy. Edwards fu il solo ad ottenere il Premio Nobel per la medicina nel 2010 in quanto nel frattempo i colleghi erano deceduti.
Il primo essere umano nato da questa tecnica fu Louise Brown nata a Oldham il 25 luglio 1978. Gli aspetti etici sono tuttora parte fondante della ricerca di un altro padre di questa tecnica, il dottor Jacques Testart, che nel 1982 in Francia condusse il concepimento di Amandine.
In Italia, la prima bambina concepita con questa tecnica, Alessandra Abbisogno, è nata a Napoli nel 1983 grazie all'équipe del professor Vincenzo Abate ginecologo italiano rientrato in Italia dopo anni di studi negli USA. La Fivet In Italia è stata regolata dalla legge 40/2004 di cui rimane poco dopo le numerose sentenze sia dei tribunali ordinari che della Corte Costituzionale che ne hanno smantellato l'impostazione proibizionista.
Negli anni successivi sono state messe a punto tecniche di micro-fertilizzazione (da associare alla fivet cosiddetta classica o standard) atte a favorire l'entrata dello spermatozoo all'interno dell'ovocita. Tra le diverse, ricordiamo la Su.Z.I. (Sub Zonal Insemination), la ZD (Zona Drilling), La PZD (Partial Zona Dissection). Di grande impatto scientifico nel 1992 ebbe la pubblicazione su Lancet di una gravidanza ottenuta con l'apertura della zona pellucida (la "corazza" esterna della cellula uovo) mediante bombardamento laser da parte di un gruppo italo-austriaco  nel quale emergevano due giovani ginecologi, il dott. Heinz Strohmer e il dott. Giampiero Pepe.
La seconda bambina nata con questo metodo fu Durga, in India, solo 67 giorni dopo la nascita Louise Brown.
Grazie alla donazione di ovuli e alla FIVET, anche alle donne che sono infertili per via dell'età, che hanno, o che hanno altri problemi di infertilità idiopatici, è permesso rimanere incinta.
Nel 2018 è stato stimato che 8 milioni di bambini siano nati al mondo grazie alle tecniche di fecondazione assistita.

## Pro e contro
La FIVET comporta l'ottimizzazione del processo ovarico, e non è influenzata da alcuna malformazione dell'apparato genitale femminile, fornendo i medesimi risultati in tali casi. Ha una probabilità di gravidanza di circa il 28% dei cicli ovulatori femminili e tre quarti di queste arrivano al parto.

La FIVET è sempre più utilizzata per l'infertilità maschile, associata all'inseminazione artificiale con sperma di donatore. Permette di congelare gli embrioni in eccesso che, una volta soddisfatto il desiderio procreativo della coppia genitrice, possono essere donati ad altra coppia sterile.
La procedura non è esente da rischi. Le emorragie e le infezioni sono rare. La somministrazione di ormoni alla donna comporta effetti quali aumento ponderale, vertigini, nausea, vomito, dolori addominali, nel breve periodo. Può indurre una sindrome d'iperstimolazione, che necessita a volte il ricovero. Possono inoltre essere possibili effetti tumorigeni precipitosi, qualora sia presente una formazione tumorale sensibile. Nel lungo periodo si suppone possa aver ruolo nella comparsa di menopausa precoce. Infine, gli ormoni utilizzati possono dare effetti collaterali, non legati, cioè, alla risposta medesima.
Si considera l'impianto di non più di tre embrioni, per un giusto equilibrio tra probabilità di gravidanza e rischio di gravidanza multipla. Le gravidanze multiple sono il 28% delle gravidanze con FIVET e sono da considerarsi patologiche per madre e prole.

## Procedura
Di seguito viene riportata una riduzione divulgativa e a carattere generale delle diverse procedure (Protocolli) adottate per la FIVET. In alcuni Paesi, tra i quali l'Italia, la legge prevede delle limitazioni anche notevoli a tali procedure (per maggiori informazioni vedere il paragrafo Legge 40/2004).
La procedura si divide nelle seguenti fasi:
- Alla donna vengono somministrati per via intramuscolare o sottocutanea dei farmaci (agonisti o antagonisti del GnRH) finalizzati all'iperovulazione cioè allo sviluppo di più follicoli e quindi di un numero maggiore di cellule uovo (nel ciclo spontaneo ne viene prodotta di solito una sola), di modo che possa essere prelevato un numero maggiore di ovociti. Per indurre la rottura dei follicoli viene somministrata la gonadotropina corionica umana (hCG). La paziente viene sottoposta ad un monitoraggio teso a individuare il momento adatto a condurre a maturazione gli ovociti (ad esempio con la somministrazione di gonadotropine corioniche). Si procede quindi all'aspirazione ecoguidata dei follicoli, al fine di recuperare gli ovociti maturati;
- Il liquido follicolare viene esaminato in laboratorio e ne vengono recuperati gli ovociti ritenuti idonei alla fecondazione in base alla sola osservazione morfologica degli stessi, eseguita al microscopio. I gameti, cioè il seme maschile e l'ovocita della donna, vengono collocati insieme in un apposito recipiente affinché uno spermatozoo penetri nell'ovocita. Vengono a volte utilizzate delle tecniche di fertilizzazione assistita come l'ICSI (Intracytoplasmatic Sperm Injection, o iniezione intracitoplasmatica dello spermatozoo), tramite la quale lo spermatozoo viene iniettato direttamente da un operatore nel citoplasma dell'ovocita;
- L'embrione così formatosi viene introdotto in utero per via vaginale, normalmente entro 72 ore, nella speranza che si annidi, cioè che “metta radici” nella mucosa uterina (endometrio) e possa ricevere dalla donna alimento, calore ed energie per continuare a svilupparsi.

Le percentuali di successo sono influenzate da molti fattori:
- la risposta da parte della donna alle terapie: in molti casi non viene prodotto un numero sufficiente di follicoli ed è quindi necessario ripetere la terapia con dosaggi diversi;
- la presenza di ovociti nel liquido follicolare: in alcuni casi gli ovociti non sono maturi e fecondabili o sono assenti;
- il grado di maturazione degli ovociti prelevati;
- la fertilità della paziente, che è molto influenzata dall'età;

Le percentuali di successo di questa metodica sono, pertanto, estremamente variabili e si aggirano intorno al 30%.
Per aumentare le percentuali di successo viene utilizzato il metodo di trasferire nell'utero un numero multiplo di embrioni valutato di caso in caso in modo da raggiungere un compromesso tra le probabilità di successo e il rischio di gravidanze plurigemellari; generalmente vengono trasferiti, ove siano disponibili, non più di tre embrioni.
Le linee guida della ESHRE (European Society for Human Reproduction & Embryology) suggeriscono di impiantare non più di due/tre embrioni.
L'introduzione della definizione di un numero massimo di embrioni impiantabili tende a prevenire gravidanze plurigemellari le quali presentano nella grande maggioranza dei casi notevoli rischi sia per la salute della donna, sia per quella dei nascituri. Prevenendo a monte l'insorgere di una gravidanza plurigemellare a seguito di una procreazione medicalmente assistita (PMA), si evita inoltre il dover ricorrere, come avveniva talvolta in passato, a tecniche d'emergenza quali la “riduzione embrionaria”, non sempre in grado né di garantire il proseguimento della gravidanza, né di salvaguardare la salute della donna. La riduzione embrionaria, solitamente eseguita nell'ottava settimana di gravidanza, prevede l'induzione della morte di un embrione (o più) iniettando direttamente nel suo cuore, attraverso la parete addominale materna, un farmaco (generalmente cloruro di potassio) che provoca l'arresto cardiaco. La morte dell'embrione dovrebbe provocarne l'eliminazione e garantire la sopravvivenza di quello (o quelli) rimasti. Tuttavia, in diversi casi, l'operazione ha condotto ad una completa interruzione della gravidanza e ad infezioni a carico della donna, con notevoli rischi sulla sua futura capacità di procreare.
Poiché l'iperstimolazione gonadotropinica che potrebbe insorgere a seguito delle tecniche tese a innescare l'iperovulazione presenta notevoli rischi per la salute della donna e il successivo prelievo di ovociti è comunque un piccolo intervento chirurgico poco gradevole, si cerca di ottenere in un solo ciclo il massimo numero possibile di ovociti, i quali vengono fecondati tutti e poi trasferiti in utero - se ve ne sono di adatti - solo alcuni, mentre - laddove ne siano disponibili - vengono conservati gli altri in vista di eventuali ulteriori tentativi.
La conservazione viene effettuata congelando gli embrioni a 196 gradi centigradi sotto lo zero (crioconservazione), con uso di azoto liquido e conservandoli in specifici "tank" all'interno di banche.
Fino ad oggi non sono sufficientemente sviluppate tecniche tese a congelare e quindi scongelare gli ovociti senza interferire negativamente e in modo significativo sulla loro vitalità e capacità di essere fecondati. Tecniche simili sembrano avere migliori risultati quando applicate agli embrioni e agli spermatozoi: questo perché l'ovocita presenta un citoplasma molto più esteso e ricco di acqua, e la presenza di acqua a temperature così basse tende a dilatare distruggendo l'ovocita. Negli anni sono state messe a punto diverse tecniche di crioconservazione per ovviare questo tipo di problematica, ma diversi centri medici specializzati nella ricerca sulla fecondazione assistita raccomandano quindi la congelazione degli embrioni cosiddetti “soprannumerari”.

## Diagnosi Genetica Pre-impianto
La Diagnosi genetica Pre-Impianto, indicata anche con l'acronimo DPI o, più frequentemente, con PGD, acronimo della forma inglese Preimplantation Genetic Diagnosis, è una nuova metodologia complementare a quelle di diagnosi prenatale che permette d'identificare la presenza di malattie genetiche o di alterazioni cromosomiche in embrioni ottenuti in vitro, in fasi molto precoci di sviluppo e prima dell'impianto in utero. La sua indicazione elettiva è nella selezione di embrioni sani tra quelli ottenuti dall'unione dei gameti di coppie portatrici di malattie genetiche, in modo da impiantare solo quelli sani. Si tenga però presente che, come si vedrà più avanti, esiste un margine d'incertezza del 7%.
Tale metodologia ha inoltre portato ad altri problemi etici, in quanto è possibile anche la selezione di embrioni basandosi sugli HLA, ovvero se essi siano compatibili per la donazione di organi e/o tessuti con altri membri della famiglia, la selezione basata sulla suscettibilità a malattia genetiche, e la selezione in base al sesso.
Si ritene che in tale modo si sfoci nell'eugenetica, in quanto si va sempre più vicini al creare embrioni con caratteristiche prestabilite e ad eliminare quelli poco graditi, venendo completamente a mancare la selezione naturale e la casualità della normale riproduzione sessuale.

### Biopsia dell'embrione
La biopsia dell'embrione è la forma più classica di diagnosi pre-impianto (o DPI) viene effettuata da tre a cinque giorni dopo la penetrazione dello spermatozoo nell'ovocita.
La DPI viene effettuata di preferenza su embrioni composti da otto cellule, condizione raggiunta normalmente a partire dal terzo giorno. Una o due di queste cellule, chiamate blastomeri, possono essere rimosse con scarsi rischi relativi al possibile sviluppo futuro dell'embrione.

### Biopsia del globulo polare
Questa metodologia di diagnosi preimpianto prevede il prelievo del materiale genetico contenuto nei globuli polari.
I globuli polari sono due, il primo viene espulso dall'ovocita prima della sua fecondazione mentre il secondo globulo polare viene espulso dall'ovocita già fecondato. Nell'intervallo fra le due espulsioni si procede all'apertura meccanica, chimica o via laser della zona pellucida ed all'aspirazione dei 2 globuli polari che successivamente verranno utilizzati per la diagnosi. Questa metodologia ha il vantaggio di essere molto meno invasiva della biopsia dell'embrione (non vengono prelevate cellule embrionali) ma fornisce risultati meno attendibili della biopsia.
L'accuratezza nel risultato diagnostico offerto da queste tecniche è pari al 93% dei casi nelle quali sono applicate, con errori di "falsi positivi" (viene diagnosticata una malattia che non c'è) e "falsi negativi" (non viene evidenziata una patologia presente). A parte i possibili errori nella preparazione del campione da analizzare, può infatti verificarsi il fenomeno del mosaicismo, in cui solo alcune delle cellule dell'embrione presentano difetti cromosomici. In questi casi analizzare cellule sane o difettose è un evento casuale e l'instaurarsi o meno del difetto genetico nella crescita dell'embrione è altrettanto casuale. Per tale motivo la diagnosi pre-impianto non può essere considerata a pieno titolo un'alternativa alla diagnostica prenatale classica (villocentesi o amniocentesi).

### Complementarità della diagnosi preimpianto con altre tecniche
La sola osservazione dell'embrione al microscopio non è in grado di evidenziare eventuali malformazioni genetiche del nascituro: al microscopio si può solo analizzare l'aspetto morfologico (forma, grandezza, struttura) dell'embrione e quindi se esso è vivo o morto e comunque se è vitale, cioè se è sviluppato in misura tale da poter essere in grado di impiantarsi in utero. Tuttavia, test genetici su campioni di dimensioni microscopiche (come il gamete) sono invasivi e potenzialmente distruttivi dell'embrione. Per tali ragioni il test genetico non è adatto alla diagnosi di malformazioni genetiche del tipo della sindrome di Down, dovuta non a una mancanza o a un errore nei cromosomi (evidenziabili rapidamente con un test sul DNA del gamete), ma a difetti riguardanti le cellule totipotenti, che nascono dalla duplicazione per meiosi dell'embrione, non evidenziabili, appunto, da esami sull'embrione. Tali difetti, per la definizione stessa di totipotenza, possono verificarsi in tutto il periodo che intercorre fra la formazione dell'embrione e la specializzazione delle cellule (quando le cellule iniziano a specializzarsi il rischio di errori nella duplicazione meiotica cala sensibilmente). Per tali malattie, dunque, sono efficaci altri tipi di esame, come l'amniocentesi e la villocentesi.

### Rischio di divisione embrionale precoce
A livello teorico è previsto una maggiore probabilità di divisione embrionale precoce, con incrementata incidenza di gravidanze monocoriali plurime e di complicanze gestazionali, che era nota già al tempo della legge 40/2010. Al 2015 erano stati pubblicati soltanto due casi nella letteratura scientifica mondiale.
L'ultimo caso annunciato alla stampa riguarda una giovane coppia italiana che inspiegabilmente avrebbe ottenuto un parto quadrigemellare a fronte dell'impianto di due embrioni (due embrioni, due placente, quattro sacche amniotiche).

## Considerazioni di natura etica
La fecondazione in vitro ha dato origine ad un ampio dibattito sul suo utilizzo e su alcuni aspetti etici.
Tra i punti messi in discussione vi sono:
- l'alto numero di embrioni scartati, e distrutti;
- il possibile utilizzo degli embrioni congelati per fini diversi da quello procreativo, quali la ricerca scientifica;
- la possibilità di effettuare a priori una selezione degli embrioni per fini diversi da quelli strettamente legati alle condizioni di salute dell'embrione stesso; questa diagnosi pre-impianto è stata assimilata, da alcuni avversari di questo metodo, alla selezione eugenetica;
- "la dissociazione della procreazione dal contesto integralmente personale dell'atto coniugale"[12];
- l'utilizzo della fecondazione eterologa ovvero quella fatta ricorrendo a gameti esterni (ossia da un donatore) e non all'uso esclusivo di gameti della coppia che ricorre alle tecniche (PAU omologa) e la possibilità di una più o meno estesa alterazione[senza fonte] della paternità e della maternità;
- l'utilizzo della fecondazione in vitro in caso di coppie omosessuali o di madri single, utilizzo che viene considerato inopportuno da alcune correnti politiche e religiose e viceversa visto come una opportunità di maternità da altre posizioni di pensiero.
- la mancata selezione da parte dell'ovocita dello spermatozoo geneticamente più adatto.

## Legislazione italiana
Nel 2004 in Italia è stata introdotta la legge 40 del 2004, che, sulla base di considerazioni mediche ed etiche, ha limitato diversi aspetti della FIVET. In particolare, prima della sentenza della Corte Costituzionale 151/2009, non era consentita la produzione di embrioni in numero superiore a quello strettamente necessario ad un unico e contemporaneo impianto, e comunque non superiore a tre. La Corte Costituzionale ha, nella sentenza citata, dichiarato costituzionalmente illegittimo l'art. 14, comma 2, della legge 19 febbraio 2004, n. 40 limitatamente alle parole "ad un unico e contemporaneo impianto, comunque non superiore a tre". Secondo la Corte la previsione della creazione di un numero di embrioni non superiore a tre, in assenza di ogni considerazione delle condizioni soggettive della donna, si pone in contrasto con l'art. 3 Cost., sotto il profilo sia della ragionevolezza che dell'eguaglianza, poiché il legislatore riserva lo stesso trattamento a situazioni dissimili, e con l'art. 32 Cost., per il pregiudizio alla salute della donna, ed eventualmente del feto, ad esso connesso. Il limite della produzione di embrioni in numero non superiore a quello strettamente necessario ad un unico e contemporaneo impianto, e comunque non superiore a tre è stato pertanto abrogato.
È inoltre vietata la crioconservazione (tranne in casi non prevedibili al momento della fecondazione), la soppressione di embrioni, la diagnosi pre-impianto dell'embrione e la fecondazione eterologa. I genitori possono essere informati sullo stato di salute degli embrioni prodotti.
Sulla base delle ricerche e degli studi effettuati, statisticamente solo un embrione su tre raggiunge la data del parto; per tale motivo si possono impiantare più embrioni in utero, così da esser sicuri di ottenere almeno una gravidanza. È noto da tempo, tuttavia, che le gravidanze pluri-gemellari comportano un alto rischio di complicanze sia per la madre che per i neonati, portando anche a ripercussioni a lungo termine sulla salute dei nuovi nati. Gli embrioni sovrannumerari quindi potrebbero esser crioconservati per ulteriori e successive gravidanze, ma la legge italiana lo vieta.
La questione "dei tre ovociti" è stata mal interpretata in seno al referendum abrogativo. La legge implica la scelta di affidarsi alla "selezione naturale", introducendo più embrioni nell'utero. Tale eccesso, rispetto alla capacità ricettiva dell'utero si considera valido per un numero massimo di tre embrioni, mentre gli embrioni eccedenti potrebbero essere congelati per un ciclo ulteriore (fatto attualmente non legale).
Per quanto riguarda i due o tre embrioni impiantati in utero, è comunque possibile, e sempre più riproducibile, il loro co-attecchimento. Aumenta così il rischio di gravidanza multipla, considerata sempre patologica, che comporta maggiori rischi per la donna e per i nascituri. La legge 40 vieta esplicitamente la possibilità di riduzione embrionaria di gravidanze plurime, se non nell'ambito della legge 22 maggio 1978, n. 194 (aborto fino alla dodicesima settimana di sviluppo del feto o dopo i primi novanta giorni in caso di grave pericolo per la salute fisica o psichica della donna).

## Divieto di aborto in base ai paesi
A differenza della terapia di fecondazione in vitro, l’aborto è comune nel mondo.
- Aborto in Portogallo - Le leggi sull'aborto in Portogallo sono state liberalizzate a partire dal 10 aprile del 2007, consentendo così la procedura su richiesta se la gravidanza di una donna non ha superato la decima settimana di gestazione; viene mantenuto un periodo di attesa di tre giorni per eseguire gli aborti.
- Aborto in Belgio - L'interruzione volontaria di gravidanza è legale fino a 12 settimane dopo il concepimento (14 settimane dopo l'ultimo periodo delle mestruazioni) ed è necessario che le donne ricevano un adeguato supporto di "counselling" almeno sei giorni prima dell'aborto e che il medico la controlli per monitorarne la salute complessiva nelle settimane immediatamente successive alla procedura.
- Aborto in Francia - L'aborto in Francia è legale su richiesta fino a 14 settimane dopo il concepimento (16 settimane dopo l'ultimo periodo mestruale)
- Aborto in Turchia - L'aborto è considerato legale in Turchia fino alle prime 10 settimane di gravidanza. Se la donna è sposata, è necessario il consenso del marito.
- Aborto in Stati Uniti d'America - In effetti, negli Stati Uniti, l’aborto è stato legalizzato a livello federale grazie a una storica decisione della Corte Suprema nel 1973. Questa decisione è nota come Roe v. Wade, esempio: fecondazione in-vitro negli USA.
- Aborto in India - L'aborto in India è legale in determinate circostanze. La legge indiana consente l'aborto, se il proseguimento della gravidanza comporta un rischio per la vita della donna incinta o gravi danni alla sua salute fisica o mentale.